# Automobiles Villard

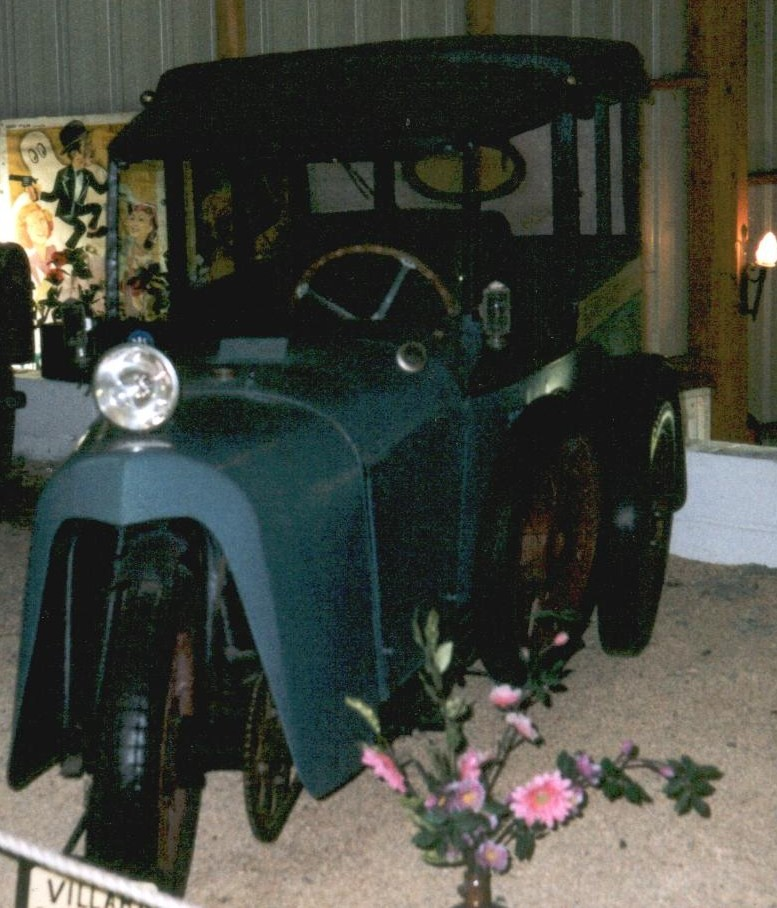
Villard von 1925

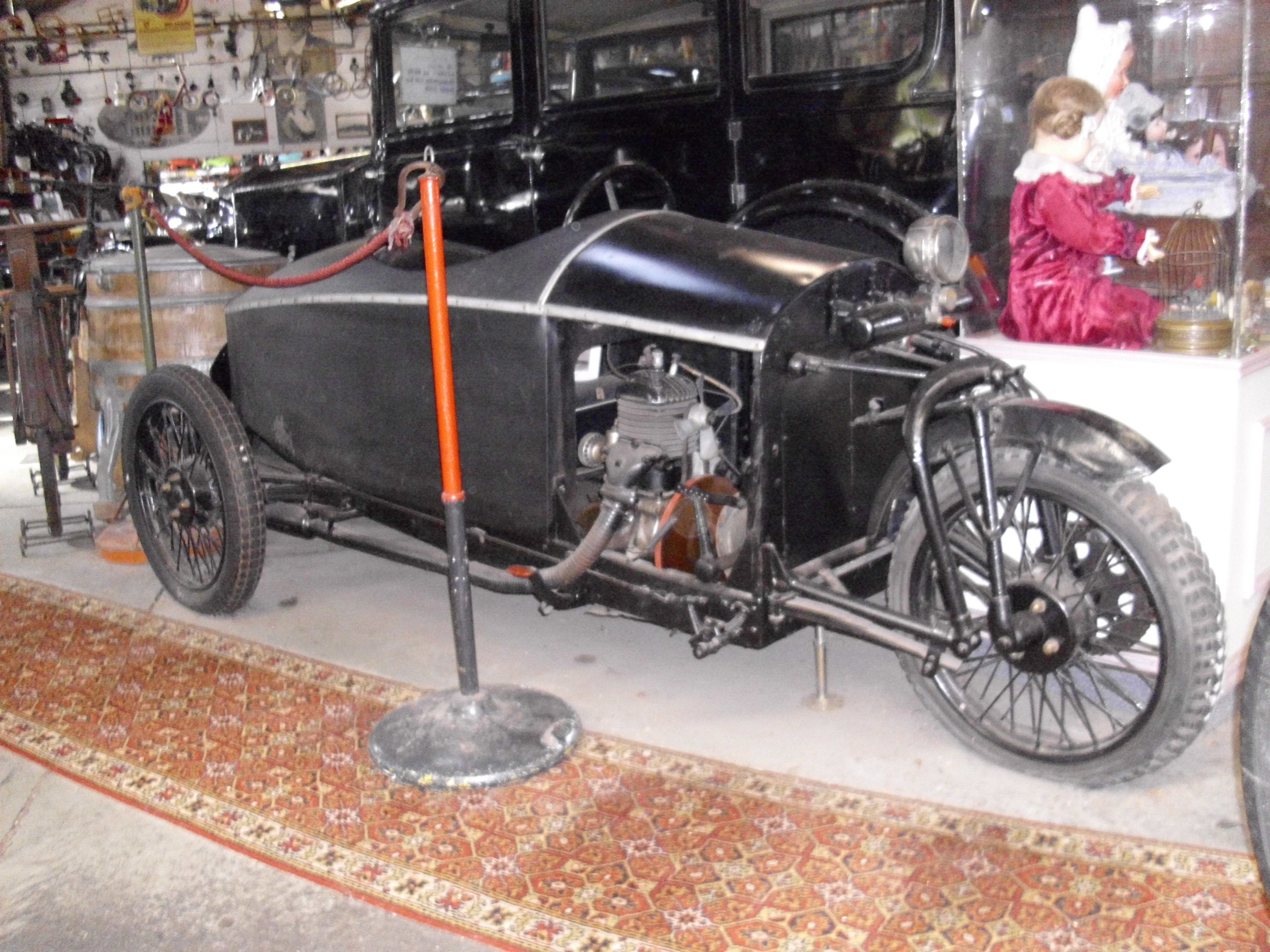
Villard von 1925–1935 im Fahrzeugmuseum Marxzell

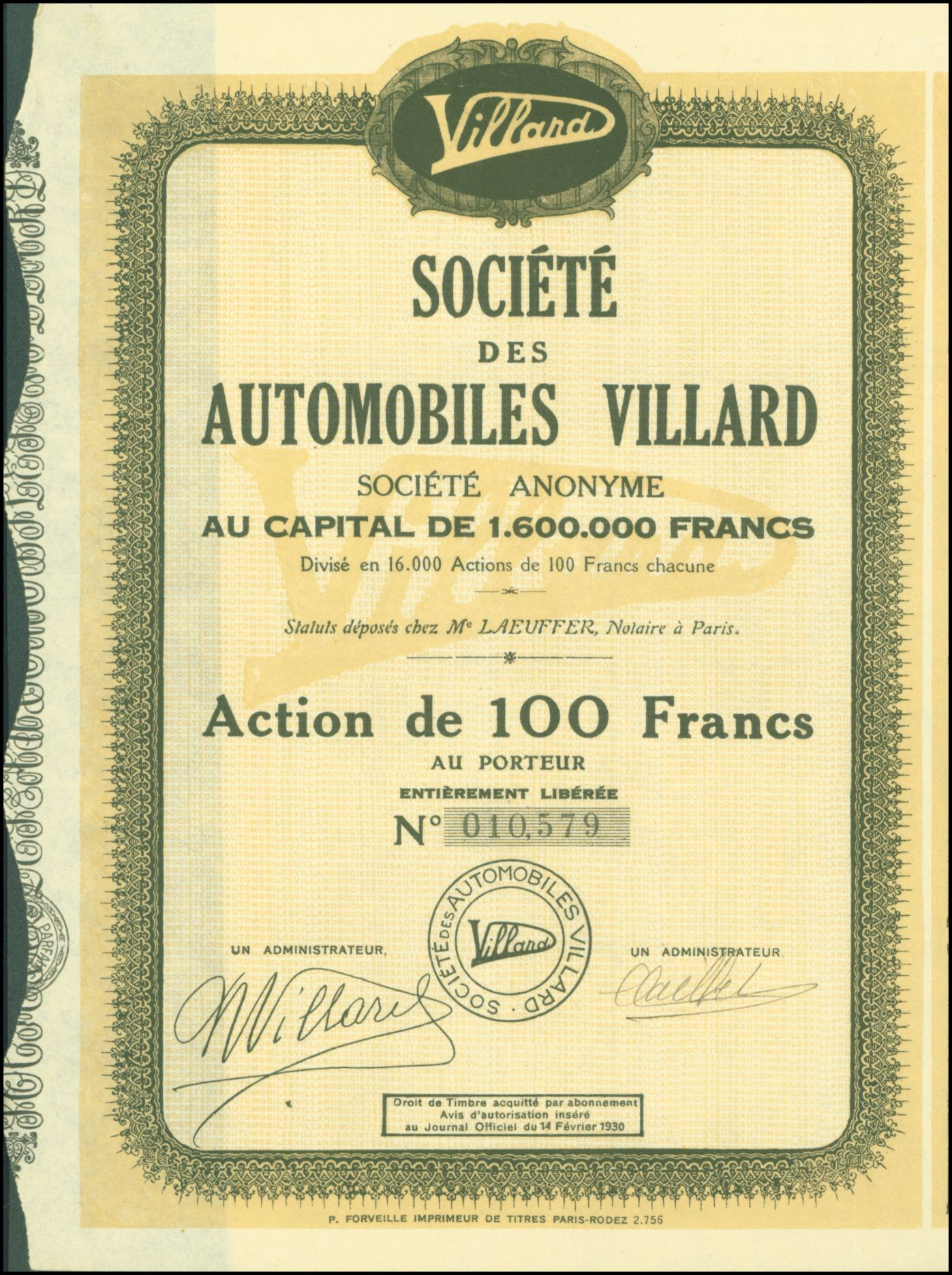
Aktie über 100 Francs der Société des Automobiles Villard vom 14. Februar 1930

Die Société des Automobiles Villard war ein französischer Hersteller von Automobilen.

## Unternehmensgeschichte
Das Unternehmen aus Janville begann 1925 mit der Produktion von Automobilen. Der Markenname lautete Villard. 1935 endete die Produktion.

## Fahrzeuge
Es wurden Cyclecars hergestellt. Anfangs wurde ein Dreirad angeboten, bei dem sich das einzige Rad vorne befand. Zum Einsatz kam ein Einzylinder-Zweitaktmotor mit 345 cm³ Hubraum mit 72 mm Bohrung und 85 mm Hub. Der Motor leistete 4 PS. Viele der Dreiräder wurden als Lieferwagen hergestellt. 1927 folgten vierrädrige Automobile in geringer Anzahl. Nun waren Zweizylindermotoren und V4-Motoren mit 500 cm³ Hubraum lieferbar. Später folgte ein Motor mit 350 cm³ Hubraum. Alle Fahrzeuge hatten Frontantrieb.
Ein Fahrzeug dieser Marke ist im Fahrzeugmuseum Marxzell zu besichtigen. Ein anderes Fahrzeug aus der Palmen Collection wurde 2023 für 20.050 Euro versteigert.